# Die Lunikoff Verschwörung
I Die Lunikoff Verschwörung sono un gruppo musicale hard rock neo-nazi tedesco formatisi a Berlino nel 2003.
Sono stati fondati dall'ex cantante dei Landser Michael Regener (pseudonimo "Lunikoff") nel 2003, dopo che la sua band si è sciolta. I musicisti che lo accompagnano sono membri del gruppo Spreegeschwader.

## Formazione
- Michael Regener - voce (2003-presente)

### Altri musicisti
- Spreegeschwader - gruppo di sostegno (2003-presente)

## Discografia

### Album in studio
- 2003 - Die Rückkehr des Unbegreiflichen
- 2005 - Niemals auf Knien (mini-album)
- 2008 - Heilfroh
- 2011 - L-Kaida
- 2015 - Ebola im Jobcenter
- 2017 - Öl in’s Feuer

### Raccolte
- 2014 - Über die Zeiten fort (insieme a Landser, Kraftschlag, G.W.S. e Spreegeschwader).